# Руда (Стальововольський повіт)
Руда (пол. Ruda) — село в Польщі, у гміні Боянув Стальововольського повіту Підкарпатського воєводства.